# Un coup de téléphone
Pour plus de détails, voir Fiche technique et Distribution.
Un coup de téléphone est un film français réalisé par Georges Lacombe et sorti en 1932.

## Fiche technique
- Titre : Un coup de téléphone
- Réalisation : Georges Lacombe
- Scénario : Charles Spaak d'après une pièce de Paul Gavault et Georges Berr
- Photographie : Nicolas Farkas
- Musique : Adolphe Borchard
- Production : Manuel Chavez
- Société de production : Les Films Albatros
- Société de distribution :  Les Films Armor
- Pays d'origine :  France
- Langue : français
- Format : Noir et blanc -  Son mono
- Genre : Comédie dramatique
- Durée : 88 minutes
- Date de sortie :
  - France - 22 mars 1932
- Affiche : Jean-Adrien Mercier

## Distribution
- Jean Weber : Serpolet
- Colette Darfeuil : Evelyne
- Jeanne Boitel : Germaine
- Mauricet : Le docteur Lejonquois
- Alexandre Arnaudy : Cormainville
- Germaine Sablon : Mamette
- Léon Courtois : M. Molleton
- Henri Vilbert : Cargouille
- Paulette Dubost : Clara
- Paul Velsa : Ferdinand
- Odette Talazac : Mme Molleton
- Suzanne Christy : Simone
- Max Lerel : Le fiancé
- Henri Étiévant : Octave
- Nita Malbert : Eugénie
- Jane Pierson : Rosine
- Émile Saint-Ober : Le notaire